# هارولد بولسين
هارولد بولسين (بالإنجليزية: Harold Paulsen)‏ هو لاعب هوكي الجليد أمريكي، ولد في 3 مارس 1919، وتوفي في 11 مايو 2010 في مانكاتو في الولايات المتحدة.